# (13926) Berners-Lee
(13926) Berners-Lee ist ein Asteroid des mittleren Hauptgürtels. Der Asteroid wurde am 2. Dezember 1986 von dem US-amerikanischen Astronomen Edward L. G. Bowell an der Anderson Mesa Station (IAU-Code 688) des Lowell-Observatoriums im Coconino County, Arizona entdeckt.
Die Sonnenumlaufbahn des Asteroiden ist mit einer Exzentrizität von 0,2959 stark elliptisch. Der mittlere Durchmesser von (13926) Berners-Lee wurde mithilfe des Wide-Field Infrared Survey Explorers (WISE) grob mit 2,893 (±0,516) km berechnet, die Albedo ebenfalls grob mit 0,334 (±0,061).
Der Asteroid wurde am 28. September 2004 nach dem britischen Informatiker Tim Berners-Lee (* 1955) benannt, dem Entwickler der Hypertext Markup Language (HTML) und Begründer des World Wide Web. Der Mondkrater der südwestlichen Mondvorderseite Lee hingegen war 1935 nach dem britischen Astronomen John Lee benannt worden.